# Serra del Mig (Juneda)
La Serra del Mig és una serra situada al municipi de Juneda a la comarca de les Garrigues, amb una elevació màxima de 525 metres.